# تاظروك
تاظروك (تازروك)
هي بلدة تقع في اعالي جبال الهقار (ولاية تمنراست) بالجزائر. تقع هذه البلدة على ارتفاع يفوق 1800م فوق سطح البحر. مناخها صحراوي جاف لكن الحرارة معتدلة صيفا وباردة جدا شتاء بسبب الارتفاع.
اقتصاد المنطقة يعتمد على الفلاحة، خاصة الأشجار المثمرة والخضار وكذا تربية المواشي (الإبل، الماعز، الأغنام وبعض الرؤوس من الجواميس)، والسياحة.
تو جد بالمطقة عدة مواقع أثرية لما قبل التاريخ (نقوش ورسومات على الصخور).مما يجعلها مقصدا للسواح.

## المناخ
يظهر الجدول التالي التغييرات المناخية على مدار السنة لتاظروك:
| البيانات المناخية لـتاظروك        | البيانات المناخية لـتاظروك | البيانات المناخية لـتاظروك | البيانات المناخية لـتاظروك | البيانات المناخية لـتاظروك | البيانات المناخية لـتاظروك | البيانات المناخية لـتاظروك | البيانات المناخية لـتاظروك | البيانات المناخية لـتاظروك | البيانات المناخية لـتاظروك | البيانات المناخية لـتاظروك | البيانات المناخية لـتاظروك | البيانات المناخية لـتاظروك | البيانات المناخية لـتاظروك |
| الشهر                             | يناير                      | فبراير                     | مارس                       | أبريل                      | مايو                       | يونيو                      | يوليو                      | أغسطس                      | سبتمبر                     | أكتوبر                     | نوفمبر                     | ديسمبر                     | المعدل السنوي              |
| --------------------------------- | -------------------------- | -------------------------- | -------------------------- | -------------------------- | -------------------------- | -------------------------- | -------------------------- | -------------------------- | -------------------------- | -------------------------- | -------------------------- | -------------------------- | -------------------------- |
| متوسط درجة الحرارة الكبرى °م (°ف) | 16.4 (61.5)                | 19.0 (66.2)                | 22.9 (73.2)                | 27.5 (81.5)                | 31.2 (88.2)                | 33.5 (92.3)                | 33.7 (92.7)                | 32.9 (91.2)                | 31.2 (88.2)                | 27.3 (81.1)                | 22.9 (73.2)                | 18.2 (64.8)                | 26.4 (79.5)                |
| المتوسط اليومي °م (°ف)            | 8.9 (48.0)                 | 11.1 (52.0)                | 14.8 (58.6)                | 19.4 (66.9)                | 23.5 (74.3)                | 26.5 (79.7)                | 26.9 (80.4)                | 26.1 (79.0)                | 24.0 (75.2)                | 20.0 (68.0)                | 15.5 (59.9)                | 10.9 (51.6)                | 19.0 (66.1)                |
| متوسط درجة الحرارة الصغرى °م (°ف) | 1.4 (34.5)                 | 3.2 (37.8)                 | 6.8 (44.2)                 | 11.4 (52.5)                | 15.8 (60.4)                | 19.5 (67.1)                | 20.1 (68.2)                | 19.4 (66.9)                | 16.9 (62.4)                | 12.7 (54.9)                | 8.1 (46.6)                 | 3.6 (38.5)                 | 11.6 (52.8)                |
| الهطول مم (إنش)                   | 3 (0.1)                    | 3 (0.1)                    | 5 (0.2)                    | 4 (0.2)                    | 5 (0.2)                    | 6 (0.2)                    | 4 (0.2)                    | 7 (0.3)                    | 7 (0.3)                    | 4 (0.2)                    | 4 (0.2)                    | 3 (0.1)                    | 55 (2.3)                   |
| المصدر: climate-data.org          |                            |                            |                            |                            |                            |                            |                            |                            |                            |                            |                            |                            |                            |